# Wellness check

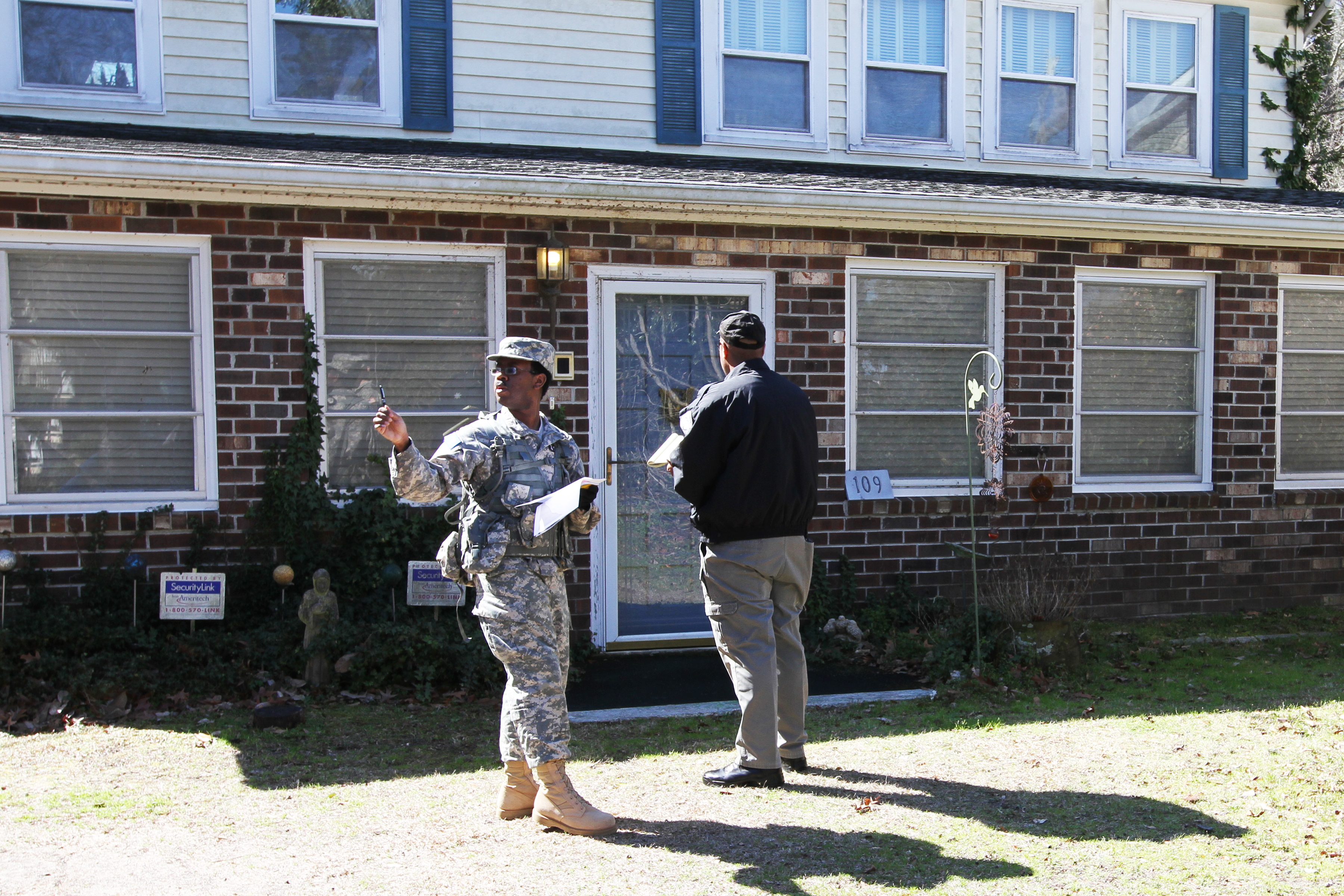
Funkcjonariusz Gwardii Narodowej Karoliny Południowej przeprowadza procedurę wellness check

Wellness check – procedura policyjna, zakładająca osobistą wizytę jednego lub kilku funkcjonariuszy organów ścigania w miejscu zamieszkania danej osoby. Funkcjonuje w prawodawstwie Stanów Zjednoczonych, Kanady i Wielkiej Brytanii.
Przeprowadza się ją szczególnie w odpowiedzi na prośbę przyjaciela lub członka rodziny, który niepokoi się o bezpieczeństwo i stan zdrowia swoich bliskich.
Jeżeli w jej trakcie policjant po zapukaniu do drzwi i ustnym wezwaniu nie będzie w stanie ustalić czy poszkodowany znajduje się w domu, może on zgodnie z prawem wejść do środka pod nieobecność pozostałych lokatorów.

## Powody przeprowadzenia wellness check
Wellness check można przeprowadzić w sytuacji, gdy pomimo prób nie jest możliwe nawiązanie z kimś kontaktu, a także w przypadku osób z tendencjami samobójczymi, które zachowywały się podejrzanie lub w nietypowy i niepokojący sposób odstąpiły od swoich planów. Zwykle organy ścigania proszone są o rozpoczęcie tej procedury w celu potwierdzenia, że starsza osoba jest bezpieczna. W niektórych okolicznościach – w przypadku otrzymania zawiadomienia od zaniepokojonych osób postronnych w związku z podejrzeniem przemocy domowej lub nadużywania substancji psychoaktywnych – również można przeprowadzić tę procedurę.